# Fara di Baviera
Fara di Baviera (ca. 568 – 641) fu reggente del Ducato dei Bavari tra il 630 e il 640.
Fara era figlio dell'aristocratico agilolfingio Crodoaldo (575-624), il quale cadde in disgrazia presso il re dei Franchi Dagoberto e nel 624 con la compiacenza del re fu assassinato da Bertario, un partigiano degli arnolfingi. È probabile che Fara possedesse terre nell'area intorno alla riva destra del medio corso Reno. Fara viene menzionato come amico e alleato del margravio di Turingia Radulfo I, con il quale si ribello contro il reggente dei Franchi d'Austrasia Ansegiso e il giovane re merovingio Sigeberto III. Tuttavia, Fara venne sconfitto da Sigeberto III e si uccise.
Le fonti della sua vita sono molto scarse e i dettagli sono controversi. Sono state formulate alcune speculazioni, per lo più considerate improbabili, sul fatto che abbia effettivamente governato come duca di Bavari.